# 2009 en philosophie
Chronologie de la philosophie
- 2005
- 2006
- 2007
- 2008
- 2009
- 2010
- 2011
- 2012
- 2013

L’année 2009 a été marquée, en philosophie, par les événements suivants :

## Publications
- Le Moment fraternité, de Régis Debray.
- J'aime donc je suis, de Vincent Cespedes.

### Rééditions
- René Descartes, Opere 1637-1649, Milano, Bompiani, 2009, pp. 2531. Édition intégrale (de premières éditions) avec traduction italienne en face, par G. Belgioioso avec la collaboration de I. Agostini, M. Marrone, M. Savini  (ISBN 978-88-452-6332-3)
- René Descartes, Opere 1650-2009, Milano, Bompiani, 2009, pp. 1723. Édition intégrale des œuvres posthumes avec traduction italienne en face, par G. Belgioioso avec la collaboration de I. Agostini, M. Marrone, M. Savini  (ISBN 978-88-452-6333-0)
- René Descartes. Tutte le lettere 1619-1650, Milano, Bompiani, 2009 IIa ed., pp. 3104. Nouvelle édition des lettres de Descartes avec traduction italienne en face par G. Belgioioso avec la collaboration de I. Agostini, M. Marrone, F. A. Meschini, M. Savini e J.-R. Armogathe  (ISBN 978-88-452-3422-4)
- Descartes, Œuvres complètes, nouvelle édition sous la direction de Jean-Marie Beyssade et de Denis Kambouchner, TEL Gallimard, volumes parus:
  - III: Discours de la Méthode et Essais, 2009.
- Blaise Pascal, Antoine Arnauld , Françoise de Nonancourt, Géometries de Port-Royal, Édition critique par Dominique Descotes, Paris: Honoré Champion, 2009.
- Francisco Suárez :  Disputes métaphysiques XXVIII-XXIX, Texte intégral présenté et annoté par Jean-Paul Coujou; Introduction pp. 7-89, Grenoble, Millon, 2009.